# Matej Ašanin
Matej Ašanin, hrvatski reprezentativni rukometaš
Igrač Zagreba.
S mladom reprezentacijom 2011. na svjetskom prvenstvu plasirao se na 8. mjesto.
S hrvatskom seniorskom reprezentacijom osvojio je zlato na Mediteranskim igrama u Tarragoni 2018.